# Slaget vid Aljubarrota
Slaget vid Aljubarrota (portugisiska: Batalha de Aljubarrota) var ett slag som utkämpades den 14 augusti 1385 mellan Kungariket Portugal och Kastilianska kronan på ett fält söder om byn Aljubarrota i centrala Portugal.
År 1384 invaderade Johan av Kastilien Portugal. De portugisiska styrkorna ledda av Johan I av Portugal och med stöd av engelska soldater mötte de kastilianska styrkorna under Johan av Kastilien stödda av franska och aragonesiska soldater. 

Slaget slutade med en seger för den portugisiska koalitionen och blev slutpunkten för 1383–1385 års kris, vilket till slut säkrade Portugals självständighet gentemot Spanien.

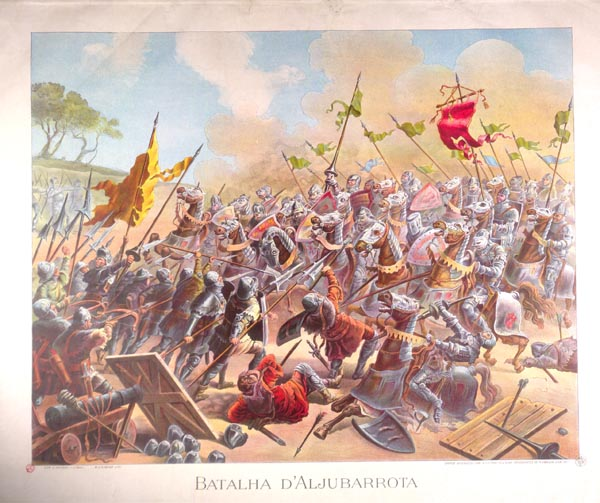
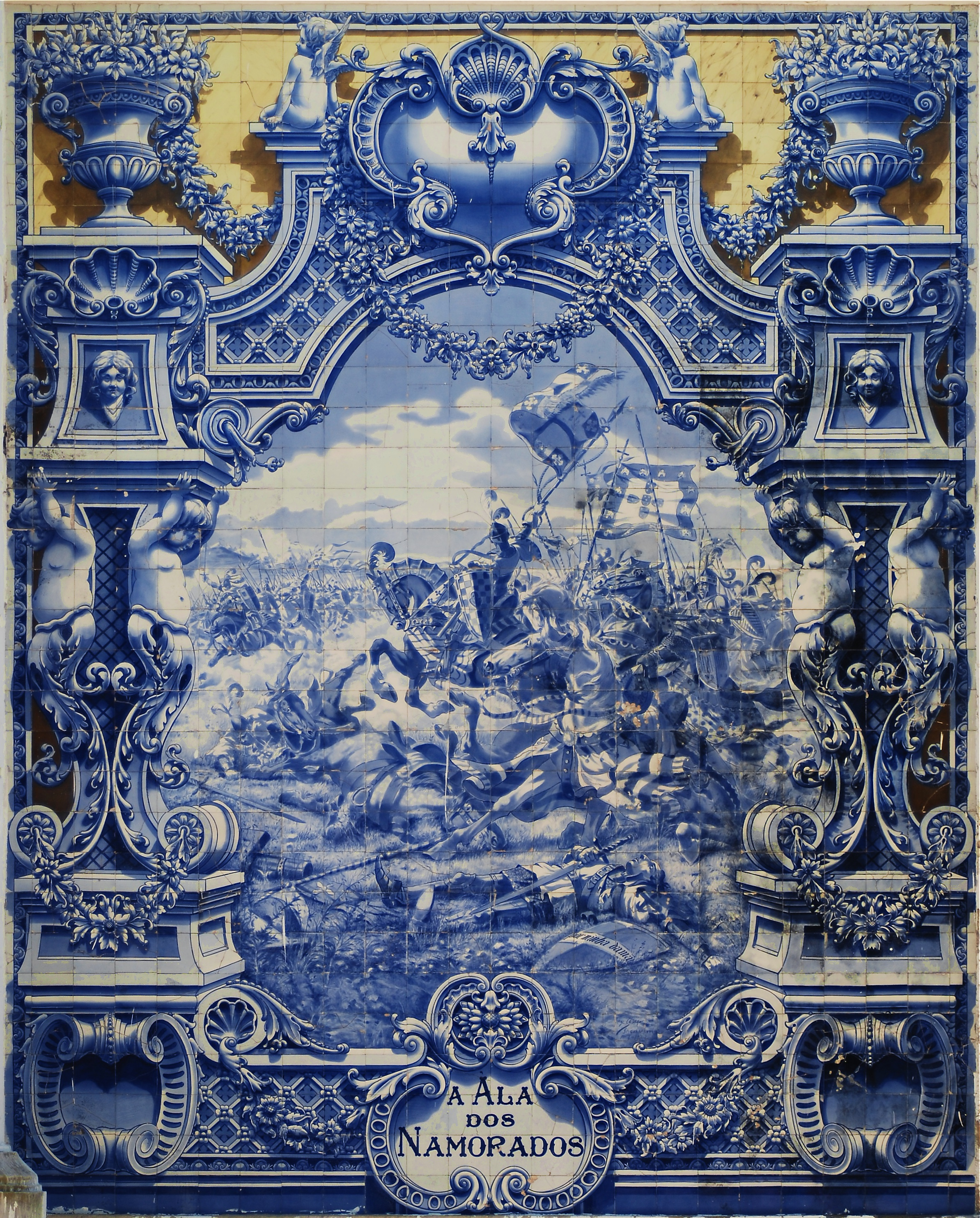